# Ahmed Ibrahim Warsama
Ahmed Ibrahim Warsama (né le 23 décembre 1966) est un athlète qatarien, spécialiste des courses de fond.

## Biographie
Il remporte quatre médailles d'or lors des Championnats d'Asie d'athlétisme : deux sur 5 000 mètres en 1987 et 2000, et deux sur 10 000 mètres en 2000 et 2002. Il s'adjuge par ailleurs deux médailles d'argent et trois médailles de bronze. 

### Palmarès
| Date | Compétition         | Lieu         | Résultat | Épreuve  | Performance    |
| ---- | ------------------- | ------------ | -------- | -------- | -------------- |
| 1987 | Championnats d'Asie | Singapour    | 1er      | 5 000 m  | 14 min 09 s 29 |
| 1987 | Championnats d'Asie | Singapour    | 2e       | 10 000 m | 30 min 03 s 02 |
| 1991 | Championnats d'Asie | Kuala Lumpur | 2e       | 5 000 m  | 14 min 04 s 45 |
| 1993 | Championnats d'Asie | Manille      | 3e       | 1 500 m  | 3 min 43 s 02  |
| 1994 | Jeux asiatiques     | Hiroshima    | 2e       | 5 000 m  | 13 min 39 s 59 |
| 1995 | Championnats d'Asie | Djakarta     | 3e       | 10 000 m | 30 min 06 s 68 |
| 1998 | Championnats d'Asie | Fukuoka      | 3e       | 5 000 m  | 13 min 58 s 35 |
| 1998 | Jeux asiatiques     | Bangkok      | 2e       | 5 000 m  | 13 min 56 s 65 |
| 1998 | Jeux asiatiques     | Bangkok      | 2e       | 10 000 m | 28 min 46 s 55 |
| 2000 | Championnats d'Asie | Djakarta     | 1er      | 5 000 m  | 13 min 53 s 10 |
| 2000 | Championnats d'Asie | Djakarta     | 1er      | 10 000 m | 29 min 53 s 00 |
| 2002 | Championnats d'Asie | Colombo      | 1er      | 10 000 m | 30 min 19 s 62 |
| 2002 | Jeux asiatiques     | Busan        | 2e       | 10 000 m | 28 min 43 s 53 |

### Records
| Épreuve  | Performance    | Lieu           | Date         |
| -------- | -------------- | -------------- | ------------ |
| 5 000 m  | 13 min 13 s 52 | Heusden-Zolder | 5 août 2000  |
| 10 000 m | 28 min 2 s 80  | Doha           | 16 juin 2003 |